# Sultabborrtjärnen (Föllinge socken, Jämtland)
Sultabborrtjärnen är en sjö i Krokoms kommun i Jämtland och ingår i Indalsälvens huvudavrinningsområde.